# Ironman Pro Invitational
Ironman Pro Invitational — конкурс з бодібілдингу, який щороку проводить IFBB. Шоу стартувало в 1990 році і вважається одним з найкращих професійних шоу для бодібілдерів. Також 5 фіналістів шоу відберуть для участі у Містер Олімпія.

## Переможці конкурсу
| Рік  | Переможець      |
| ---- | --------------- |
| 1990 | Шон Рей         |
| 1991 | Джей Джей Марч  |
| 1992 | Вінс Тейлор     |
| 1993 | Флекс Уіллер    |
| 1994 | Вінс Тейлор     |
| 1995 | Флекс Уіллер    |
| 1996 | Флекс Уіллер    |
| 1997 | Флекс Уіллер    |
| 1998 | Флекс Уіллер    |
| 1999 | Кріс Корм'є     |
| 2000 | Кріс Корм'є     |
| 2001 | Кріс Корм'є     |
| 2002 | Кріс Корм'є     |
| 2003 | Джей Катлер     |
| 2004 | Декстер Джексон |
| 2005 | Густаво Бадель  |
| 2006 | Лі Пріст        |
| 2007 | Тоні Фрімен     |
| 2008 | Філ Хіт         |
| 2009 | Сільвіо Самуель |